# Gnathotrusia mima
Gnathotrusia mima är en fjärilsart som beskrevs av Felix Bryk 1953. Gnathotrusia mima ingår i släktet Gnathotrusia och familjen praktfjärilar. Inga underarter finns listade i Catalogue of Life.